# Ивница (река)
Ивница — река в Воронежской и Липецкой областях России. Левый приток реки Воронеж.
Длина реки составляет 23 км, площадь водосборного бассейна 314 км².
Берёт начало в лесах Воронежского заповедника. Крупнейший приток — Студенка. Устье реки находится в 74 км по левому берегу реки Воронеж близ села Ступино.

## Данные водного реестра
По данным государственного водного реестра России относится к Донскому бассейновому округу, водохозяйственный участок реки — Воронеж города Липецк до Воронежского гидроузла, речной подбассейн реки — бассейны притоков Дона до впадения Хопра. Речной бассейн реки — Дон (российская часть бассейна).
Код объекта в государственном водном реестре — 05010100612107000003166.